# Baorangia emileorum
Bolet des Émile, Bolet à tubes courts
Espèce
Statut de conservation UICN

 NT  : Quasi menacé
Baorangia emileorum, le Bolet des Émile, auparavant Boletus spretus ou Xerocomus emileorum, est une espèce rare de champignon (Fungi) basidiomycète du genre Baorangia dans la famille des Boletaceae. C'est une espèce quasi menacée. Il est caractérisé par son chapeau rouge rosé, ses tubes jaunes souvent décurrents, son pied jaune et rouge et sa chair bleuissante à la coupe.

## Taxonomie
Le nom correct complet (avec auteur) de ce taxon est Baorangia emileorum (Barbier) Vizzini, Simonini & Gelardi, 2015.
L'espèce a été initialement classée dans le genre Boletus sous le basionyme Boletus emileorum Barbier, 1914.

### Synonymes
Baorangia emileorum a pour synonymes :
- Boletus emileorum Barbier, 1914
- Xerocomus emileorum (Barbier) E.-J. Gilbert, 1931

### Étymologie
L'épithète spécifique emileorum dédie l'espèce à Jean-Louis Émile Boudier & Émile Boirac. Elle ne respecte pas la règle nomenclaturale de latinisation des noms : si le nom du ou des dédicataires possède une forme établie en latin (en l'occurrence Aemilius), celle ci doit être retenue, l'épithète aurait donc être libellée aemiliorum.

### Noms vulgaires et vernaculaires
Ce taxon porte en français les noms vernaculaires ou normalisés suivants : Bolet des Émile, Bolet à tubes courts.

## Description du sporophore
Les bolets sont des champignons dont l’hyménophore, constitué de tubes et terminés par des pores, se sépare facilement de la chair du chapeau. Ce chapeau d'abord rond, recouvert d'une cuticule, devient convexe à mesure qu’il vieillit. Ils ont un pied (stipe) central assez épais et une chair compacte. Les caractéristiques morphologiques de B. emileorum sont les suivantes :
Son chapeau mesure 5-15(20) cm, il est feutré, rose clair, rosé, rouge, rouge carmin à rouge vineux, se tachant de noirâtre au frottement, avec la marge généralement ondulée, sa surface est sèche, finement tomenteuse lorsqu'il est jeune.
L'hyménophore présente des tubes très courts (4 à 7mm de long à maturité), décurrents, particulièrement chez les jeunes spécimens, de couleur jaune puis olivâtres. Les pores sont fins, concolores, bleuissant vivement au toucher. La sporée est marron olivâtre.
Son stipe est jaune, couvert de mouchetures ou de granules concolores au chapeau plus ou moins sur toute la longueur, s'arrêtant souvent un peu avant l'extrémité supérieure du stipe.
La chair est blanchâtre à jaune pâle, rougeâtre sous la cuticule, quelquefois avec des taches ocres à vineuses à la base, bleuissant légèrement à modérément à la coupe, son odeur est faiblement fruitée et sa saveur est légèrement à modérément acidulée.

### Caractéristiques microscopiques
Ses spores mesurent 10-12,5 x 3,5-4,5 µm, elles sont cylindriques-fusiformes, lisse, guttulées, jaune ochracé dans le KOH 3%.

## Galerie

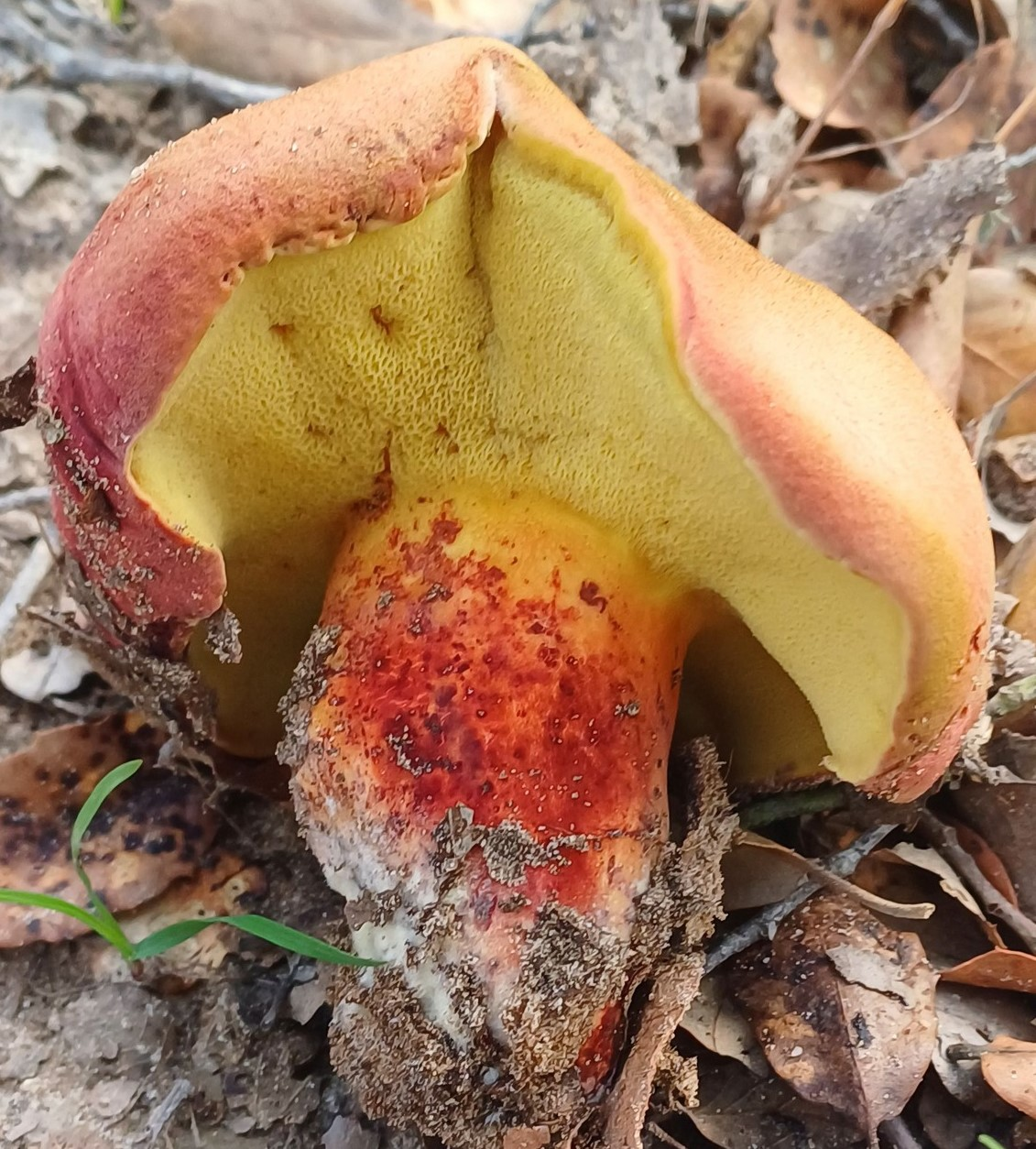
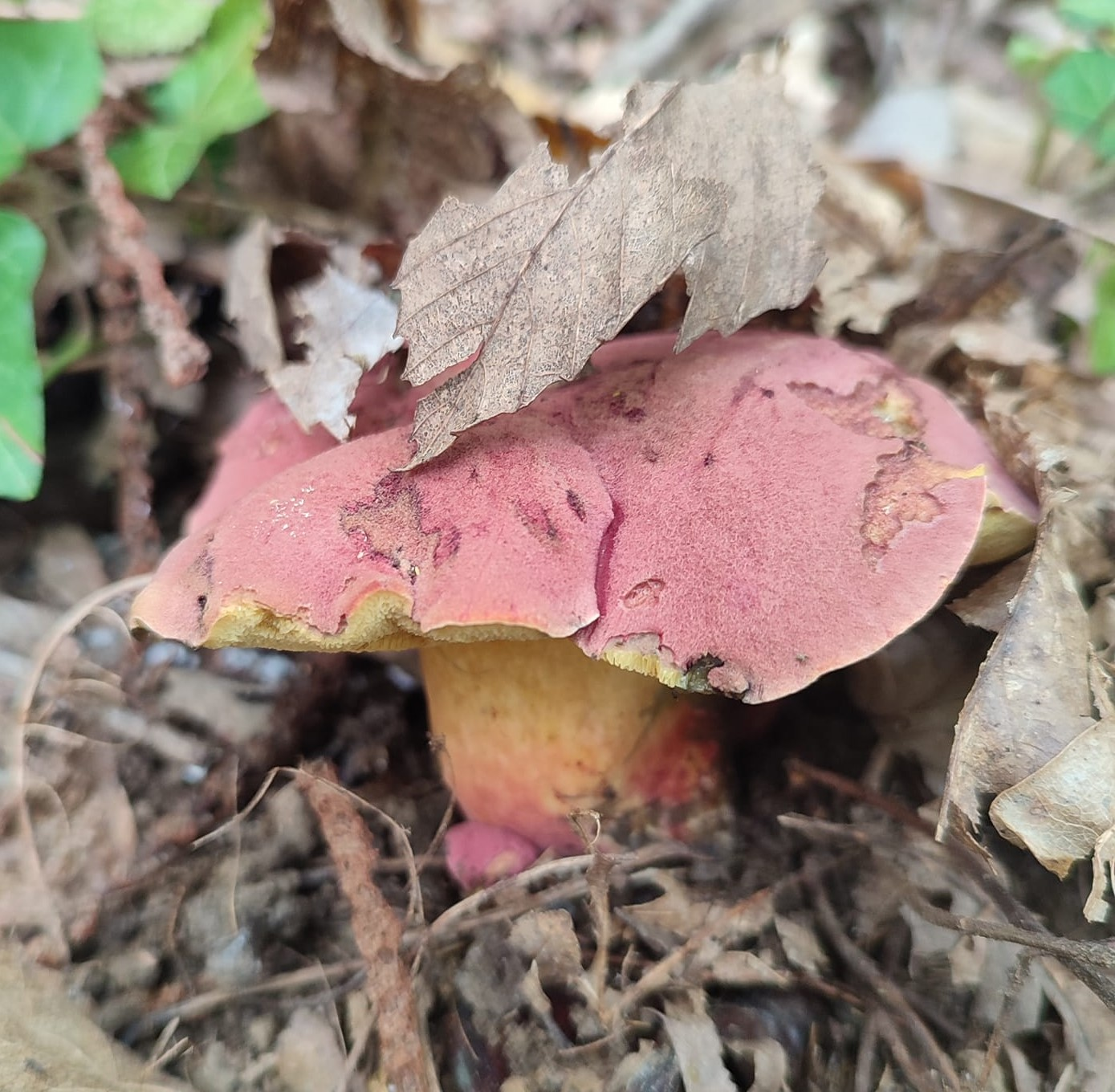
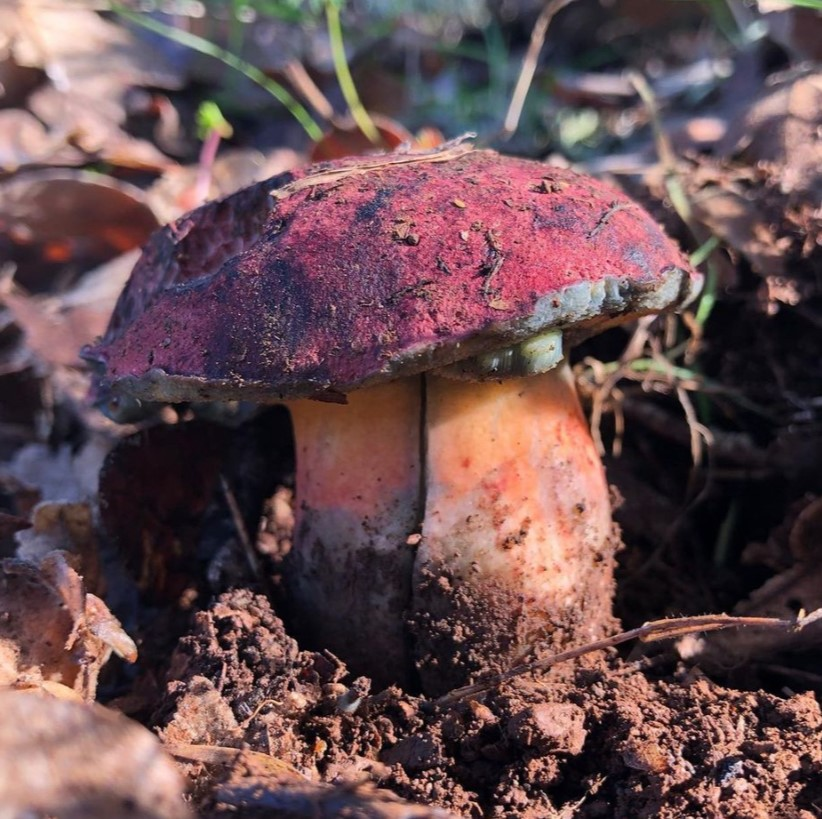
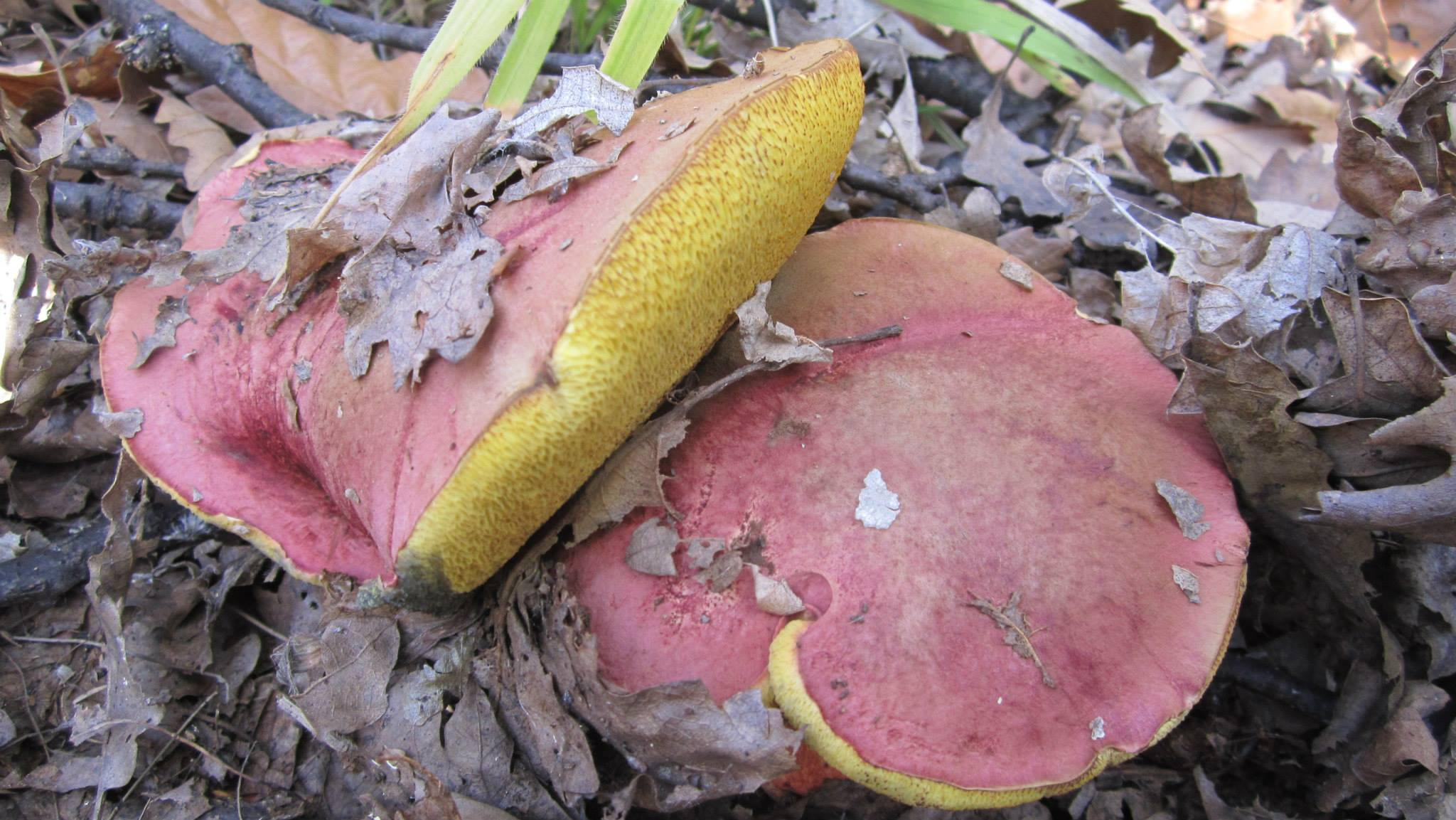
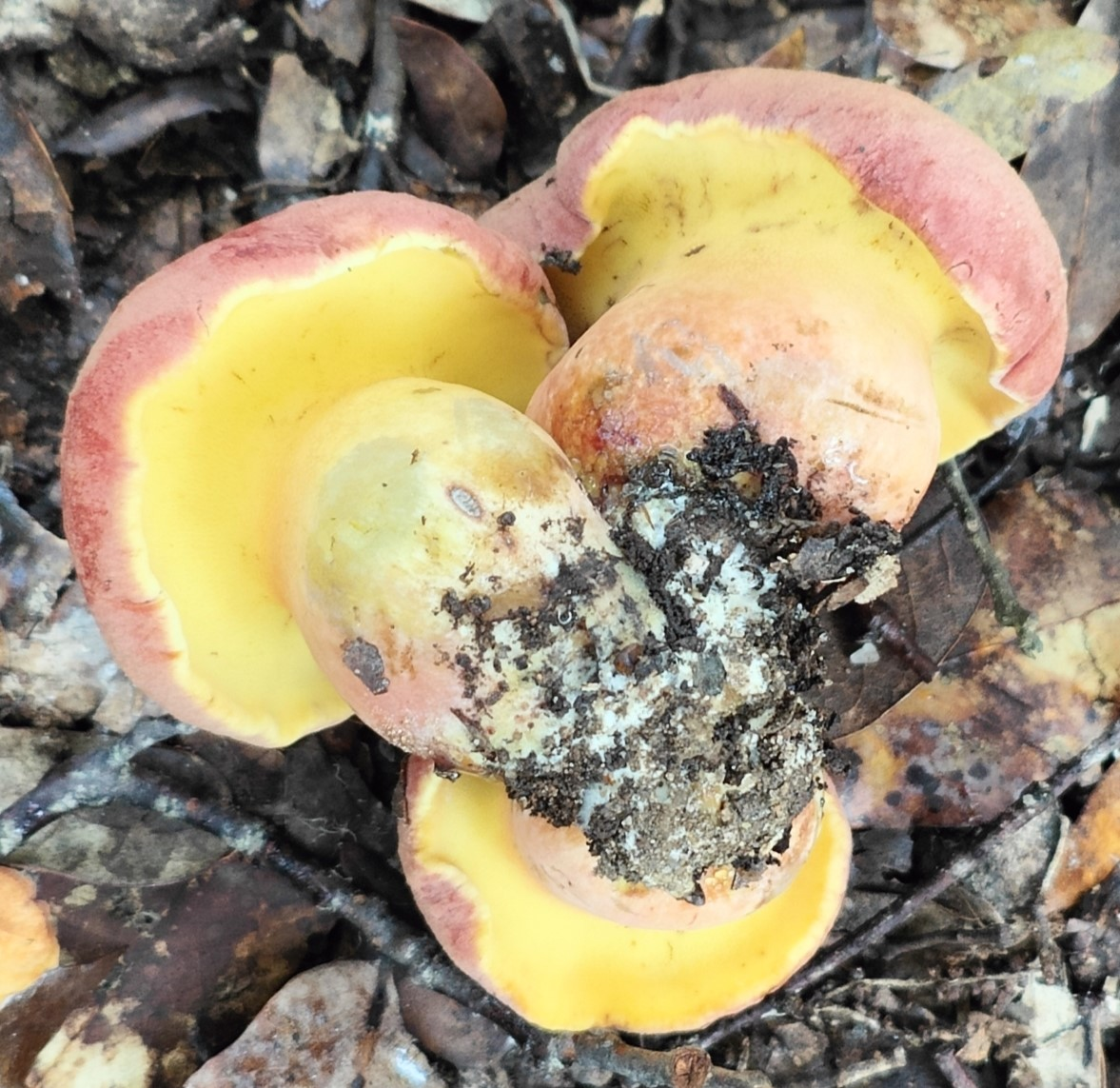
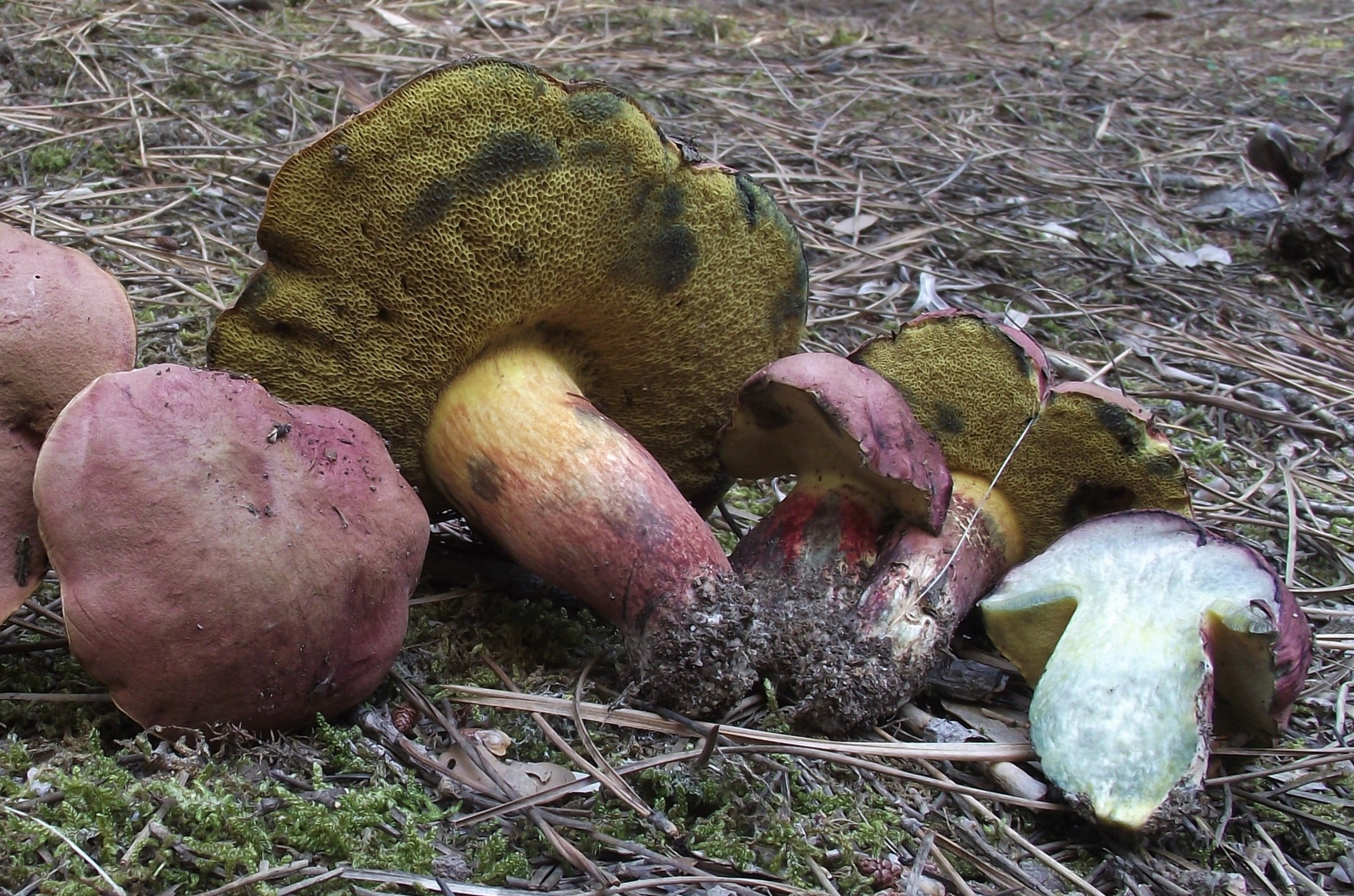

## Habitat et distribution
Il s'agit un champignon ectomycorhizien, rare, thermophile, poussant de juin à novembre dans les forêts de feuillus, sous chênes, châtaignier, plus rarement sous hêtre, souvent cespiteux ou en groupes, fructifiant en automne, sur sol neutre ou acide, rarement sur sol alcalin.
C'est une espèce presque exclusivement méditerranéenne, connue de France, Bulgarie, Croatie, Grèce, Hongrie, Italie, Macédoine du Nord, Monténégro, Portugal, Serbie, Espagne et Slovaquie.

## Statuts de conservation

### En France
Une étude, publiée en avril 2024, menée conjointement en France par l’UICN, l’OFB, le MNHN et l’AdoniF sur le statut de conservation dans le pays de plus de 250 champignons ; classe cette espèce Baorangia emileorum dans la catégorie NT (quasi menacée) au niveau national.

#### Régional
- Auvergne-Rhône-Alpes : classement de cette espèce en catégorie EN (En danger) au niveau régional[8],[9].
- Midi-Pyrénées : classement de cette espèce en catégorie NT (Quasi menacée) au niveau régional[10].

## Comestibilité
Le Bolet des Emile est comestible après cuisson. Cependant, de par sa grande rareté, il ne fait l'objet d'aucune consommation traditionnelle ou occasionnelle notable. En considérant son statut d'espèce quasi menacée à préserver, il ne devrait pas être recherché à des fins de consommation. Il est à considérer comme sans pertinence alimentaire .

## Confusions possibles
- Le Bolet royal (Butyriboletus regius), autre espèce rare, qui ne bleuit pas, n'a pas les tubes décurrents et pas de teintes rouges sur son pied orné d'un réseau. Comestible.
- Le Bolet faux royal (Butyriboletus fuscoroseus), au chapeau plus pâle et aux tubes non décurrents, bleuit à la coupe seulement au niveau du chapeau. Comestible.
- Le Bolet d'Adonis (Suillellus adonis), espèce rarissime, aux couleurs rappelant celles de B. emileorum mais aux pores non décurrents, à la chair entièrement bleuissante et à la base betterave. Sans interêt alimentaire cuit, toxique cru
- Le Bolet couleur de pêche (Rheubarbariboletus persicolor) peut rappeler sa palette de couleur, mais il est plus petit, de stature xérocomoïde. Sans interêt alimentaire.